# ويليام ديفيس
ويليام ديفيس (بالإنجليزية: William Morris Davis)‏ (و. 1850 – 1934 م) هو جيولوجي، وجغرافي، وكاتب، وعالم أرصاد جوية، من الولايات المتحدة، ولد في فيلادلفيا، وكان عضوًا في الأكاديمية الملكية السويدية للعلوم، والجمعية الأمريكية للفلسفة، والأكاديمية الملكية الدنماركية للعلوم والآداب، والأكاديمية الأمريكية للفنون والعلوم، والأكاديمية الوطنية للعلوم، والأكاديمية الفرنسية للعلوم، والأكاديمية البروسية للعلوم، توفي في باسادينا، كاليفورنيا، عن عمر يناهز 84 عاماً.

## التعليم
تعلم في جامعة هارفارد.

## جوائز
حصل على جوائز منها:
- Penrose Medal [الإنجليزية]‏ (1931)
- Vega Medal  [لغات أخرى]‏ (1920)
- الميدالية الذهبية (1919)
- Hayden Memorial Geological Award [الإنجليزية]‏ (1917)
- ميدالية كولوم الجغرافية (1908).

## روابط خارجية
- ويليام ديفيس على موقع الموسوعة البريطانية (الإنجليزية)